# Говеа, Омар
Омар Николас Говеа Гарсиа (исп. Omar Nicolás Govea García; род. 18 января 1996, Сан-Луис-Потоси, Мексика) — мексиканский футболист полузащитник клуба «Волунтари» и сборной Мексики.

## Клубная карьера
Говеа — воспитанник клубов «Сан-Луис» и столичной «Америки». Из-за высокой конкуренции ему не удавалось дебютировал в составе последнего и в 2014 году Омар на правах аренды перешёл в «Минерос де Сакатекас». 6 августа в матче Кубка Мексики против «Леонес Негрос» он дебютировал за новую команду. Летом 2015 года Говеа на правах аренды перешёл в дубль португальского «Порту». 15 августа в матче против «Санта-Клары» он дебютировал в Сегунда лиге. По окончании сезона Омар помог команде выиграть первенство и «Порту» выкупил его трансфер.
Летом 2017 года Говеа на правах аренды перешёл в бельгийский «Мускрон-Перювельз». 30 июля в матче против «Остенде» он дебютировал во Второй лиге Бельгии. 5 августа в поединке против «Шарлеруа» Омар забил свой первый гол за «Мускрон-Перювельз».
16 августа 2018 года Говеа присоединился к «Антверпену» на правах аренды с возможной правой выкупа.
9 июля 2019 года Говея перешел в бельгийский клуб первого дивизиона «Зюлте-Варегем», где подписал трехлетний контракт с опцией ещё на один год. Он дебютировал 27 июля в матче против «Мехелена», где его команда уступила 0:2. 14 декабря он забил свои первые два гола в домашней матче против «Синт-Трюйдена», где его команда разгромила соперника 5:1.

## Международная карьера
В 2013 году Говеа помог юношеской сборной Мексики завоевать серебряные медали на юношеском чемпионате мира в ОАЭ. На турнире он сыграл в матчах против команд Италии, Бразилии, Ирака, Швеции, Аргентины и Нигерии.
13 ноября 2017 года в товарищеском матче против сборной Польши Говеа дебютировал за сборную Мексики, заменив в конце второго тайма Джонатана дос Сантоса.

## Достижения
Международные
 Мексика (до 17)
- Юношеский чемпионат мира — 2013